# Christopher Barry
Pour l’article ayant un titre homophone, voir Chris Barrie.
Christopher Barry né le 20 septembre 1925 à Londres en Angleterre et mort le 7 février 2014 à Banbury est un réalisateur et producteur de télévision britannique.

## Carrière
Christopher Barry est principalement connu pour son travail sur la série Doctor Who dont il fut le réalisateur régulier qui restera le plus longtemps, de 1963 à 1979. Il fut l'un des trois seuls (avec Douglas Camfield et Lennie Mayne) à avoir dirigé les quatre premiers acteurs à avoir joué le Docteur (William Hartnell, Patrick Troughton, Jon Pertwee et Tom Baker.) Il dirigea même un spin-off non officiel de Doctor Who en direct-to-video, Downtime
En dehors de cette série, il sera aussi l'auteur d'épisodes de séries comme Compact (1962), Paul Temple (1970-71), Z-Cars (1971-78), Poldark (1975), The Onedin Line (1977), All Creatures Great and Small (1978-80), Juliet Bravo (1980) et Dramarama (1983). Dans le domaine de la science fiction il s'illustre aussi en réalisant des épisodes pour Out of the Unknown (1969), Moonbase 3 (1973) et The Tripods (1984). En 2010, un petit documentaire retraçant son travail fut réalisé dans le cadre de l'édition DVD de « The Creature from the Pit » seulement disponible en Angleterre. Il apparaît aussi dans un documentaire consacré à la série Tripods, nommé The Cult of ... The Tripods.
Christopher Barry vivait dans l'Oxfordshire depuis sa retraite. Il meurt le 7 février 2014 d'une mauvaise chûte sur un escalator dans un centre commercial à Banbury.

## Filmographie sélective

### Comme réalisateur
- 1958 : Starr and Company  (série télévisée)
- De 1958 à 1959 : Private Investigator  (série télévisée)
- 1962 : Compact  (série télévisée)
- 1963 à 1964 : Doctor Who (épisode « The Daleks ») (série télévisée)
- 1965 : Doctor Who (épisode « The Rescue ») (série télévisée)
- 1965 : Doctor Who (épisode « The Romans ») (série télévisée)
- 1966 : Doctor Who (épisode « The Savages ») (série télévisée)
- 1966 : Doctor Who (épisode « The Power of the Daleks ») (série télévisée)
- De 1967 à 1978 : Z-Cars  (série télévisée)
- 1969 : Out of the Unknown  (série télévisée)
- De 1970 à 1971 : Paul Temple  (série télévisée)
- 1971 : Doctor Who (épisode « The Dæmons ») (série télévisée)
- 1972 : Doctor Who (épisode « The Mutants ») (série télévisée)
- 1973 : Moonbase 3  (série télévisée)
- 1974 : Doctor Who (épisode « Robot ») (série télévisée)
- 1975 : Poldark  (série télévisée)
- 1976 : Doctor Who (épisode « The Brain of Morbius ») (série télévisée)
- 1977 : The Onedin Line  (série télévisée)
- 1979 : Doctor Who (épisode « The Creature from the Pit ») (série télévisée)
- De 1978 à 1980 : All Creatures Great and Small (série télévisée)
- De 1981 à 1982 : Juliet Bravo (série télévisée)
- 1983 : Dramarama  (série télévisée)
- De 1984 à 1985 : The Tripods (série télévisée)
- 1995 : Downtime (Direct-to-video)
- 2000 : Myth Makers Vol. 50: Elisabeth Sladen (Direct-to-video)

### Comme producteur
- 1962 : The Net (série télévisée)
- 1963 : No Cloak - No Dagger (série télévisée)
- 1966 : Broome Stages (série télévisée)
- De 1981 à 1983 : Nanny (série télévisée)

## Crédit d'auteurs
- (en) Cet article est partiellement ou en totalité issu de l’article de Wikipédia en anglais intitulé « Christopher Barry » (voir la liste des auteurs).